# 乾州直隸州
乾州直隸州，清朝陝西省的直隸州。

乾州在陕西省的位置（1820年）

衝，繁，難。隸西乾鄜道。明朝时，乾州屬西安府。雍正三年（1725年），升直隸州。領縣二：武功縣、永壽縣。